# Bob Tinning
Bob Tinning, né le 25 décembre 1925 à Sydney et mort le 19 mai 2001, est un rameur d'aviron australien. 

## Carrière
Bob Tinning a participé aux Jeux olympiques de 1952 à Helsinki. Il a remporté la médaille de bronze  avec le huit australien composé de Ernest Chapman, Nimrod Greenwood, Mervyn Finlay, Edward Pain, Phil Cayser, Tom Chessell, David Anderson et Geoff Williamson.